# Кресс, Виллибальд
Виллиба́льд Кресс (нем. Willibald Kreß; 13 ноября 1906, Франкфурт-на-Майне, Пруссия — 27 января 1989, Гисен, Гессен) — немецкий футбольный, вратарь и футбольный тренер. Бронзовый призёр чемпионата мира 1934 года.

## Биография

### Клубная карьера
Кресс играл за «Рот-Вайсс» из Франкфурта-на-Майне. В 1931 году перешёл во французский «Мюлуз», за который играл один сезон. По окончании сезона вернулся в «Рот-Вайсс» и играл за него два сезона.
В 1934 году он присоединился к «Дрезднеру», в составе которого отыграл 10 сезонов. В составе этого клуба он выиграл два чемпионских титула и два Кубка Германии в 1940 и 1941 годах. В 1947 году возобновил карьеру и играл за «Франкфурт».

### Карьера в сборной
В составе сборной Германии принимал участие на чемпионате мира 1934 года, где был основным вратарём и завоевал бронзовые медали. Он сыграл в матчах со сборными Бельгии (5:2), Швеции (2:1) и в полуфинале со сборной Чехословакии (1:3). Всего за сборную Германии сыграл 16 матчей.

### Тренерская карьера
С 1957 по 1959 год работал главным тренером клуба «Ворматия». Затем с 1959 по 1961 год работал главным тренером «Вупперталя».

### Смерть
Скончался 27 января 1989 года в возрасте 82 лет.

## Достижения
«Дрезднер»
- Чемпион Германии (2): 1943, 1944
- Обладатель Кубка Германии (2): 1940, 1941